# Munich (pel·lícula)
|  | Aquest article tracta sobre el film del 2005. Si cerqueu el film del 2021, vegeu «Munich - The Edge of War». |

Munich és una pel·lícula estatunidenca dirigida per Steven Spielberg, estrenada el 2005. El film s'inspira en la Massacre de Múnic durant els Jocs Olímpics d'Estiu de 1972. Palestins membres del grup Setembre Negre van capturar com a ostatges els atletes de la delegació israeliana, i els van assassinar. La pel·lícula té lloc després dels fets, i descriu com va ser l'Operació Ira de Déu, mitjançant la història d'un agent del Mossad, interpretat per Eric Bana, encarregat de trobar els responsables i d'eliminar-los.

## Argument
Com a resposta a l'assassinat dels d'ostatges del Jocs Olímpics de Múnic, el govern israelià decideix executar-ne els responsables. Avner Kauffman, antic guarda de Golda Meïr i agent del Mossad, té l'encàrrec de fer un equip autònom (Avner dimitirà del Mossad, per no implicar-lo). Amb els quatre homes del seu equip tractaran de matar els responsables per Europa (a Roma, París, Xipre o Londres), i també al Líban.
Com a caçadors, ells mateixos temen ser morts, i la desconfiança es transforma en psicosi. A poc a poc, Avner i alguns membres del seu equip es pregunten si un Estat democràtic com Israel té dret a executar homes sense judici alhora que prohibeix la pena de mort.

## Repartiment
- Eric Bana: Avner
- Daniel Craig: Steve
- Ciarán Hinds: Carl
- Mathieu Kassovitz: Robert
- Hanns Zischler: Hans
- Geoffrey Rush: l'oficial del Mossad
- Marie-Josée Croze: Jeanette
- Michael Lonsdale: Papa
- Mathieu Amalric: Louis, el fill de Papa
- Hiam Abbass: Marie-Claude Hamshari
- Moritz Bleibtreu: Andreas
- Meret Becker: Yvonne
- Karim Saleh: Issa
- Mostéfa Djadjam
- Amélia Jacob: la noieta
- Aparicions:
  - Yvan Attal: Tony, l'interlocutor de Roma
  - Valeria Bruni-Tedeschi: Sylvie, la dona de Louis
  - Arnaud Marciszewer
  - Stéphane Freiss: el periodista francès que cobria la presa d'ostatges a Múnic
- Laurence Février: la mare del nen
- Lynn Cohen: Golda Meïr

## Sobre la pel·lícula
- La pel·lícula s'inspira en el llibre polèmic Vengeance: The True Story of an Israeli Counter-Terrorist Team (Venjança: La història verdadera d'un equip antiterrorista israelià ) del periodista canadenc George Jonas, segons la història de Juval Aviv, el protagonista Avner  al llibre i la pel·lícula.
- La pel·lícula ha estat criticada per les dues parts. Abou Daoud, el cap del comando, i Zvi Zamir, el cap del Mossad, s'han queixat de no haver estat consultats.[1] Del costat israelià Ehud Danoch, el Cònsol general a Los Angeles, ha retret després d'haver vist la pel·lícula que els assassins del Mossad i els terroristes palestins eren posats al mateix nivell. «Aquesta producció és superficial, pretensiosa i problemàtica, perquè posa al mateix nivell el Mossad i els terroristes palestins, cosa que és moralment incorrecta. Des del punt de vista del cinema de Hollywood, aquesta pel·lícula serà probablement classificada com una bona pel·lícula, però el seu missatge, és un problema », va declarar en una entrevista radiofònica a una ràdio israeliana. Aquestes paraules van tenir el suport de Gideon Meïr, un alt responsable del ministeri dels Afers Exteriors.
- A causa de la manca d'informacions fiables (per culpa del secret que envolta l'operació) la pel·lícula s'inspira en els esdeveniments que van tenir lloc realment, novel·lant algunes parts. Un dels guionistes, Tony Kushner, considera Munich  com una ficció històrica.
- Steven Spielberg va rebre amenaces de mort durant la preparació de la pel·lícula. Fins i tot, ell i alguns col·laboradors seus han estat protegits per guardes de seguretat. Això pot explicar l'ambient de secret que va envoltar el rodatge i la prohibició a la premsa d'assistir-hi.
- El llibre de George Jonas va ser adaptat per primera vegada el 1986, a la pel·lícula  L'Espasa de Gédéon , de Michael Anderson amb Michael York.
- Spielberg va ser durament criticat per la tria de fer coescriure el guió a Tony Kushner, jueu americà que va dir que «la fundació d'Israel ha estat una calamitat històrica, moral, política per al poble jueu».
- La pel·lícula va recaptar 130 milions de dòlars, per a un pressupost de 70 milions.[2]

## Nominacions (2006)
- Oscar al millor director per Steven Spielberg
- Oscar al millor muntatge per Michael Kahn
- Oscar a la millor banda sonora per John Williams
- Oscar a la millor pel·lícula Kathleen Kennedy, Steven Spielberg i Barry Mendel
- Oscar al millor guió adaptat per Tony Kushner, Eric Roth
- Globus d'Or al millor director per Steven Spielberg
- Globus d'Or al millor guió per Tony Kushner i Eric Roth